# Переписна область №19 (Манітоба)
Переписна область №19 (англ. Division No. 19) — переписна область в Канаді, у провінції Манітоба.

## Населення
За даними перепису 2016 року, переписна область нараховувала 16518 жителів, показавши скорочення на 4,2%, порівняно з 2011-м роком. Середня густина населення становила 0,3 осіб/км².
З офіційних мов обидвома одночасно володіли 120 жителів, тільки англійською — 16 205, тільки французькою — 5, а 45 — жодною з них. Усього 3,055 осіб вважали рідною мовою не одну з офіційних, з них 2 840 — одну з корінних мов, а 30 — українську.
Працездатне населення становило 43,7% усього населення, рівень безробіття — 29% (33,9% серед чоловіків та 23,7% серед жінок). 83,7% були найманими працівниками, 5,6% — самозайнятими.
Середній дохід на особу становив $21 367 (медіана $15 702), при цьому для чоловіків — $19 091, а для жінок $23 651 (медіани — $13 461 та $17 319 відповідно).
21,5% мешканців мали закінчену шкільну освіту, не мали закінченої шкільної освіти — 55,2%, 23,4% мали післяшкільну освіту, з яких 21,5% мали диплом бакалавра, або вищий, 10 осіб мали вчений ступінь.
| Статево-вікова структура населення | Статево-вікова структура населення | Статево-вікова структура населення | Статево-вікова структура населення | Статево-вікова структура населення |
| ---------------------------------- | ---------------------------------- | ---------------------------------- | ---------------------------------- | ---------------------------------- |
|                                    |                                    |                                    |                                    |                                    |
| Всього                             | Всього                             | 50,7%49,3%                         |                                    |                                    |
| 0 — 14 років                       | 0 — 14 років                       |                                    | 31,2%                              | 31,2%                              |
| 15 — 64 років                      | 15 — 64 років                      |                                    | 60,9%                              | 60,9%                              |
| 65 і більше                        | 65 і більше                        |                                    | 7,9%                               | 7,9%                               |
| 85 і більше                        | 85 і більше                        |                                    | 0,5%                               | 0,5%                               |
| Середній вік (років)               | Середній вік (років)               | 31,230,8                           | 31,0                               | 31,0                               |
| Медіана (років)                    | Медіана (років)                    | 26,7                               | 26,7                               | 26,7                               |
| — чоловіки — жінки                 |                                    |                                    |                                    |                                    |

| Походження мешканців:     | Походження мешканців:     | Походження мешканців: | Походження мешканців: | Походження мешканців: |
| ------------------------- | ------------------------- | --------------------- | --------------------- | --------------------- |
| Походження                |                           |                       | осіб                  | %                     |
| Корінні американці        | Корінні американці        |                       | 15 140                | 93.28%                |
| Інше північноамериканське | Інше північноамериканське |                       | 680                   | 4.19%                 |
| Європейське               | Європейське               |                       | 2 500                 | 15.4%                 |
| британське                | британське                |                       | 1 145                 | 7.05%                 |
| французьке                | французьке                |                       | 1 030                 | 6.35%                 |
| українське                | українське                |                       | 340                   | 2.09%                 |
| Африканське               | Африканське               |                       | 10                    | 0.06%                 |
| Азійське                  | Азійське                  |                       | 20                    | 0.12%                 |

| Зайнятість населення за галузями (за класифікацією NOC): | Зайнятість населення за галузями (за класифікацією NOC): | Зайнятість населення за галузями (за класифікацією NOC): | Зайнятість населення за галузями (за класифікацією NOC): | Зайнятість населення за галузями (за класифікацією NOC): |
| -------------------------------------------------------- | -------------------------------------------------------- | -------------------------------------------------------- | -------------------------------------------------------- | -------------------------------------------------------- |
|                                                          |                                                          |                                                          |                                                          |                                                          |
| Управління                                               | Управління                                               |                                                          | 7,3%                                                     | 7,3%                                                     |
| Бізнес, фінанси та адміністрування                       | Бізнес, фінанси та адміністрування                       |                                                          | 10,8%                                                    | 10,8%                                                    |
| Природничі та прикладні науки                            | Природничі та прикладні науки                            |                                                          | 1,5%                                                     | 1,5%                                                     |
| Охорона здоров'я                                         | Охорона здоров'я                                         |                                                          | 5,4%                                                     | 5,4%                                                     |
| Освіта, правозахист, муніципальні та урядові служби      | Освіта, правозахист, муніципальні та урядові служби      |                                                          | 23,3%                                                    | 23,3%                                                    |
| Мистецтво, культура, відпочинок та спорт                 | Мистецтво, культура, відпочинок та спорт                 |                                                          | 0,8%                                                     | 0,8%                                                     |
| Роздрібна торгівля та послуги                            | Роздрібна торгівля та послуги                            |                                                          | 20,4%                                                    | 20,4%                                                    |
| Гуртова торгівля, транспорт та обладнання                | Гуртова торгівля, транспорт та обладнання                |                                                          | 19,2%                                                    | 19,2%                                                    |
| Природні ресурси, сільське господарство                  | Природні ресурси, сільське господарство                  |                                                          | 9,1%                                                     | 9,1%                                                     |
| Виробництво                                              | Виробництво                                              |                                                          | 2,2%                                                     | 2,2%                                                     |

## Населені пункти
До переписної області входять індіанські резервації Форт-Александер 3, Літл-Ґранд-Репідс 14, Бладвейн 12, Гоул-ор-Голлов-Вотер 10, Блек-Рівер 9, Фішер-Рівер 44, Фішер-Рівер 44A, Пеґіс 1B, Джекгед 43, Дофін-Рівер 48A, Де-Нерровс 49, Крейн-Рівер 51, Вотерген 45, Пайн-Крік 66A, Свон-Лейк 65C, Шоул-Рівер 65A, Поплар-Рівер 16, Беренс-Рівер 13, Чемававін 3, а також хутори, інші малі населені пункти та розосереджені поселення.

## Клімат
Середня річна температура становить 1°C, середня максимальна – 22,3°C, а середня мінімальна – -26,5°C. Середня річна кількість опадів – 544 мм.
| Клімат поселення                              | Клімат поселення | Клімат поселення | Клімат поселення | Клімат поселення | Клімат поселення | Клімат поселення | Клімат поселення | Клімат поселення | Клімат поселення | Клімат поселення | Клімат поселення | Клімат поселення | Клімат поселення |
| Показник                                      | Січ.             | Лют.             | Бер.             | Квіт.            | Трав.            | Черв.            | Лип.             | Серп.            | Вер.             | Жовт.            | Лист.            | Груд.            |                  |
| Середній максимум, °C                         | −13,46           | −9,57            | −1,98            | 8,47             | 16,55            | 22,30            | 22,25            | 21,10            | 16,14            | 9,15             | −1,16            | −11,24           |                  |
| Середня температура, °C                       | −19,97           | −16,1            | −8,49            | 1,96             | 10,02            | 15,80            | 17,68            | 16,50            | 11,54            | 4,55             | −5,72            | −15,81           |                  |
| Середній мінімум, °C                          | −26,49           | −22,62           | −14,99           | −4,57            | 3,51             | 9,30             | 13,08            | 11,90            | 6,95             | −0,03            | −10,32           | −20,4            |                  |
| Норма опадів, мм                              | 25               | 18               | 30               | 29               | 59               | 84               | 63               | 72               | 59               | 47               | 30               | 28               |                  |
| Середньомісячна швидкість вітру, м/с          | 3.81             | 3.80             | 3.90             | 4.10             | 4.10             | 3.80             | 3.50             | 3.70             | 4.10             | 4.40             | 4.30             | 4.00             |                  |
| Середньомісячна сонячна радіація, кДж/м²·день | 3898             | 7221             | 12502            | 17359            | 20199            | 21101            | 21360            | 18007            | 12152            | 7080             | 3847             | 2870             |                  |
| --------------------------------------------- | ---------------- | ---------------- | ---------------- | ---------------- | ---------------- | ---------------- | ---------------- | ---------------- | ---------------- | ---------------- | ---------------- | ---------------- | ---------------- |
| Джерело:                                      |                  |                  |                  |                  |                  |                  |                  |                  |                  |                  |                  |                  |                  |